# Alicia Bridges
Alicia Bridges (* 15. Juni 1953 in Charlotte, North Carolina) ist eine US-amerikanische Sängerin und Textdichterin. Auf dem Höhepunkt der Disco-Welle gelang ihr 1978 ein weltweiter Hit mit I Love the Nightlife (Disco Round).

## Karriere
Alicia Bridges arbeitete zunächst als Bankangestellte und Verkäuferin, bevor sie erste musikalische Erfahrungen in der Rockband Zachary Ridge sammelte. 1977 unterschrieb sie als Solistin einen Vertrag bei Polydor, im darauf folgenden Jahr erschien ihr Debüt-Album Alicia Bridges mit dem Millionenhit I Love the Nightlife (Disco Round). Der Song entwickelte sich zum Disco-Klassiker und erhielt eine Grammy-Nominierung für die beste weibliche R&B-Gesangsleistung.
Bridges versuchte im Anschluss an diesen Erfolg anzuknüpfen, doch die Nachfolgesingle Body Heat erreichte in den USA nur einen mageren Platz 86. Auch ihr zweites Album Play It as It Lays floppte. Weitere Bemühungen, unter anderem mit der 1984er LP Hocus Pocus, waren nicht von Erfolg gekrönt und Bridges ging in die Disco-Geschichte als One-Hit-Wonder ein. 1994 erlebte I Love The Nightlife (Disco Round) durch den australischen Film Priscilla – Königin der Wüste neue Popularität. Auch der vier Jahre später veröffentlichte Film The Last Days of Disco beinhaltet den Song.
Einige Jahre lebte Bridges in San Francisco, bevor sie nach Atlanta zog, um dort als DJ in den Clubs The Eagle and The Sportspage zu arbeiten. 2006 gründete sie die Firma Alicia Bridges Music Publications und veröffentlichte drei Alben mit neuen und alten Songs, teilweise geremixt.

## Privat
Alicia Bridges lebt seit vielen Jahren offen lesbisch.

## Diskografie

### Alben
- 1978: Alicia Bridges (Polydor)
- 1979: Play It as It Lays (BGO/Polydor)
- 1984: Hocus Pocus (Second Wave)

### Kompilationen
- 2002: I Love The Nightlife - The Collection (Spectrum)
- 2006: This Girl Don't Care (Alicia Bridges Music)
- 2007: Say it Sister (Alicia Bridges Music)
- 2008: FauxDiva XX (Alicia Bridges Music)